# Proto-celtique
Le proto-celtique, ou celtique commun, est la proto-langue reconstituée qui serait à l'origine de toutes les langues celtiques connues. Selon certains linguistes, il fait partie avec les langues italiques du groupe italo-celtique mais ce regroupement n'est pas reconnu par tous. Ces langues font partie des langues indo-européennes.

## Présentation
La plus ancienne culture archéologique pour laquelle on ait des indices qui permettent de la considérer comme proto-celtique est la culture des champs d'urnes de l'Âge du bronze tardif de l'Europe centrale, dans le dernier quart du IIe millénaire av. J.-C.,. La culture de Hallstatt, qui chevauche l'Âge du bronze et l'Âge du fer, d'environ 1300 à 450 av. J.-C., est considérée comme pleinement celtique.
La reconstruction du proto-celtique est en cours. Le témoignage du celtique continental est important pour reconstituer la phonologie et certains éléments de morphologie, mais est encore trop peu abondant pour permettre une reconstruction de la syntaxe. Bien que nous disposions de phrases complètes en gaulois et en celtibère, la plus ancienne langue celtique à disposer d'une littérature substantielle est le vieil irlandais, qui fait partie des langues celtiques insulaires. Le lexique peut être reconstruit par la méthode de la linguistique comparée.

## Phonétique historique

### Phase précoce
- Labialisation : indo-européen commun *gʷ > celtique b

- Fusion des séquences de consonnes vélaires suivies de */w/ en labio-vélaires
  - *kw > kʷ
  - *gʰw > gʷʰ
  - *gw > gʷ (on ne sait pas avec certitude si ce changement s'est produit avant ou après le précédent, donc si ce nouveau *gʷ est resté tel quel ou a subi la labialisation comme le *gʷ préexistant)

- Les consonnes occlusives sonores aspirées de l'indo-européen commun perdent leur aspiration et fusionnent avec des occlusives sonores simples préexistantes, sauf pour *gʷ dont la forme préexistante avait déjà été labialisée[3]
  - *bʰ > b
  - *dʰ > d
  - *gʰ > g
  - *gʷʰ > gʷ

- *e devant une consonne sonante suivie de *a (mais pas de *ā) devient *a : ex. *eRa > aRa

- Épenthèse d'un *i après les consonnes liquides syllabiques suivies d'une occlusive :
  - *l̥T > liT
  - *r̥T > riT

- Épenthèse d'un *a devant les autres consonnes sonantes syllabiques : 
  - *m̥ > am
  - *n̥ > an
  - *l̥ > al
  - *r̥ > ar

- Disparition de toutes les laryngales non syllabiques subsistantes

- Assimilation de *p suivi de *kʷ plus tard dans le mot en *kʷ : *p...*kʷ > *kʷ...*kʷ (la même règle joue dans les langues italiques)

- - ē > ī

- - ō > ū en syllabe finale

- Loi d'Osthoff : les voyelles longues s'abrègent devant une sonante suivie d'une occlusive (V:RC > VRC); les diphtongues longues sont également affectées.

### Phase tardive
- Une occlusive devient */x/ devant une autre occlusive ou un */s/ (C₁C₂ > xC₂, Cs > xs)
- Disparition du /p/ hérité de l'indo-européen commun :
  - par sonorisation p > b devant liquide (pL > bL)
  - par vocalisation p > w devant nasale (pN > wN)
  - par fricatisation p > ɸ dans les autres positions (sauf peut-être après *s) ; la fricative /ɸ/ s'est amuïe dans les langues celtiques historiques, mais subsiste peut-être sous la forme d'un /h/ dans quelques noms propres antiques d'origine celtique : Hercunia, Hibernia
- ō > ā
- ei > ē
- ew > ow
- uwa > owa

## Datation
La période d'individualisation du proto-celtique est controversée. Par le passé, on a essayé de la déterminer par association avec des cultures archéologiques particulières présumées celtiques, ou par glottochronologie. Pour diverses raisons, aucune de ces méthodes ne donne vraiment satisfaction. Dans les années 2000, plusieurs équipes ont abordé la question par la linguistique informatique, avec des résultats non concordants. Gray et Atkinson ont estimé la date à 4100 av. J.-C., alors que Forster et Toth l'ont estimée à 6100 av. J.-C., mais ces dates sont beaucoup plus anciennes que ce qui est généralement accepté, et elles sont sujettes à une forte incertitude, peut-être +/-1500 ans. Ces datations précèdent l'arrivée présumée des peuples indo-européens en Europe centrale, ce qui représente une incohérence.